# Liste der Nummer-eins-Hits in den Hot 100 Airplay (1994)
Diese Liste enthält alle Nummer-eins-Hits in den Hot 100 Airplay Charts im Jahr 1994. Es handelt sich hierbei um die Charts mit den von den Radiostationen in den USA am häufigsten gespielten Musiktiteln, die vom US-amerikanischen Magazin Billboard veröffentlicht wurden. In diesem Jahr gab es acht Spitzenreiter.
| Singles |
| --- |
| - Mariah Carey – Hero - 10 Wochen (11. Dezember 1993 – 18. Februar 1994) - Toni Braxton – Breathe Again - 1 Woche (19. Februar – 25. Februar) - Ace of Base – The Sign - 13 Wochen (26. Februar – 27. Mai) - All-4-One – I Swear - 9 Wochen (28. Mai – 29. Juli) - Ace of Base – Don’t Turn Around - 2 Wochen (30. Juli – 12. August) - Lisa Loeb & Nine Stories – Stay (I Missed You) - 4 Wochen (13. August – 9. September) - Boyz II Men – I’ll Make Love To You - 12 Wochen (10. September – 2. Dezember) - Boyz II Men – On Bended Knee - 11 Wochen (3. Dezember 1994 – 17. Februar 1995) |